# Fray Bentos
Fray Bentos es una ciudad que se encuentra en Uruguay y es capital del departamento de Río Negro. Fue fundada oficialmente el 16 de abril de 1859, aunque su origen es anterior. Inicialmente se llamó Villa Independencia y en 1900 cambió su nombre a Fray Bentos. Su población a 2011 era de 24 406 habitantes.
Algunos historiadores consideran que al instalarse en su territorio la Compañía Liebig, se inició la Revolución Industrial en el Río de la Plata.
Está ubicada sobre la margen este del río Uruguay, cuenta con un puerto ultramarino de aguas profundas y se encuentra unida a la provincia de Entre Ríos, República Argentina, por la obra binacional "Puente Libertador General San Martín".
Desde 2006 la ciudad cobró mayor notoriedad por el conflicto fronterizo producido por la construcción y posterior instalación de la planta productora de pasta de celulosa de la empresa finlandesa Botnia, actualmente UPM.
En julio del 2015 fue incluida en la lista del patrimonio de la Humanidad por la Unesco, dentro del conjunto «Paisaje Cultural Industrial Fray Bentos».

## Historia
El nombre Fray Bentos acarrea cierta incertidumbre, no obstante hay coincidencia en que podría provenir de un fraile de apellido Bentos, un religioso ermitaño que se instaló en la zona denominada hoy como "Caracoles", sobre el río Uruguay. En la cartografía desde la mitad del 1600, comienza a figurar como toponímico "FrayVento" lo que induce a pensar que para tener importancia y ser reconocido como lugar geográfico, debería haber tenido varias décadas de uso.

### La fecha
El fechamiento del término Fray Bentos lleva a los investigadores a referencias muy atrás en el tiempo. Ya en 1692, un viaje por el Río de la Plata y sus afluentes, hecha por el capitán Manuel de Ibarbelz, siguiendo órdenes del entonces gobernador de Buenos Aires, Don Agustín de Robles, da cuenta en su diario y anotaciones cartográficas sobre las "barrancas de Fray Bentos", además de otras observaciones detalladas de la geografía inconfundible de los alrededores de la ciudad.
En otro ámbito de investigación, el historiador uruguayo Ariosto Fernández, haciendo referencia a la "Carta Española del Río de la Plata, Uruguay y Paraná" (época de Felipe V, 1703), realizada por el capitán de Ingenieros Gregorio Gómez, descubre la referencia al toponímico Fray Bentos.
Otra documentación que menciona el nombre Fray Bentos es el mapa "De las Misiones de la Compañía de Jesús en los ríos Paraná y Uruguay", delineado por un sacerdote jesuita de nombre Joseph Quiroga y Méndez, en 1749. Este mapa fue posteriormente publicado por Franceschelli en el año 1753 en Italia. El mapa en cuestión se refiere a cursos de agua y menciona "Fray Bentos" como uno de ellos, nombre que hoy sigue llevando un arroyo al sur de la ciudad, el mismo observado por Quiroga y Méndez.

### Surgimiento del poblado
Durante el período de gobierno de Juan Manuel de Rosas en Buenos Aires, el río Uruguay se abrió a la navegación y se fomentó la exportación por vías acuáticas. En 1855 el puerto de la ciudad de Gualeguaychú no daba abasto con el comercio existente, además de tener dificultades con el calado que no permitía el ingreso de embarcaciones de regular tamaño, obligando a las mismas a recalar en el "atracadero de Fray Bentos", sobre la costa oriental. En la otra orilla, las barrancas ofrecían un excelente puerto natural, pero no había allí ningún centro poblado.
El Dr. Isidoro de María, vicecónsul uruguayo en la ciudad de Gualeguaychú, comenzó a alentar la radicación de personas en la orilla oriental y a despertar el interés de inversores en una zona que prometía mucho futuro. Por entonces, 1857, un hombre de negocios radicado en la ciudad de Gualeguaychú, el vasco-francés José Hargain, decidió instalar una hostería en la orilla de Fray Bentos, tarea que llevó adelante no sin antes solicitar permiso a la familia Haedo propietaria de las tierras, de manera que Hargain fue el primer poblador de la zona específica de lo que sería posteriormente la ciudad de Fray Bentos.
En 1858, un grupo de empresarios uruguayos, ingleses, alemanes e irlandeses, provenientes de Montevideo, compraron las tierras y donaron al gobierno uruguayo las manzanas suficientes como para fundar allí lo que inicialmente se llamó "Villa Independencia" (16 de abril de 1859).

### Instalación de la Compañía Liebig
Durante 1861, el ingeniero belga George Christian Giebert trajo la idea de instalar una industria que cambiaría el mundo, el "extracto de carne", elaboración que se llevaría adelante con la fórmula del químico alemán Justus von Liebig, llamado y reconocido como "el padre de la química orgánica". Surge así la "Giebert et Compagnie" en 1863. El producto se hizo tan famoso que durante las dos grandes guerras, Fray Bentos fue considerado la cocina del mundo, proveyendo de diversos subproductos derivados de la carne a Europa. La Liebig Extract of Meat Company dominó el panorama económico de Fray Bentos y de buena parte del Uruguay rural durante medio siglo. Con el tiempo, e iniciada la producción además de carne conservada (corned beef) para las fuerzas aliadas, el impacto de Fray Bentos en la sociedad europea aumentó de gran manera. Su fama mundial cobró mayor notoriedad mucho antes, tal vez desde que el "extracto de carne" fue elegido por Julio Verne para ser el desayuno de los personajes de su obra El viaje a la luna ("Au détour de la Lune").

## Demografía
Según el censo del 2011, la ciudad de Fray Bentos cuenta con una población de 24 406 habitantes, de los cuales 11 902 son hombres, y 12 504 mujeres.
| 7 359         | 17 094 | 19 407 | 19 862 | 21 959 | 23 122 | 24 406 |
| (Fuente: INE) |        |        |        |        |        |        |

Al oeste de la ciudad y muy próximo a ella, se encuentra ubicado el conocido Barrio Anglo.

## Turismo
Fray Bentos cuenta con un puerto propio de ultramar con aguas lo suficientemente profundas como para albergar barcos de gran calado.
Llegando, y desde lo más alto del puente, se puede divisar a lo lejos y a la derecha "El Anglo" y su chimenea, postal típica de Fray Bentos, museo-frigorífico donde se elaboraban derivados de la carne mencionados anteriormente. En este espacio, donde ya no funciona la fábrica que hizo a la ciudad de gran renombre mundial, se ha creado el "Museo de la Revolución Industrial". Su nombre recuerda el hecho de que aquí nació la revolución industrial en el Río de la Plata, ingresando importante tecnología a la región desde mediados del siglo XIX. De hecho, la primera lamparilla eléctrica sudamericana se encendió en este lugar. El museo cuenta con casi 17 000 visitantes anuales y con dos recorridas guiadas al día enseña interesante propuesta de la historia local que traspasó los límites nacionales para convertirse en un nombre reseñado en Europa por la calidad de los productos que desde allí se exportaban.
A 8 km del casco urbano, se encuentra el balneario Las Cañas, un complejo turístico de 90 ha aproximadamente, emplazado en un monte autóctono de cañas, ceibos y variedad de árboles nativos, con amplias playas de arena y aguas limpias y calmas sobre el río Uruguay. El sector del camping está dividido en varias zonas, las que cuentan con suficiente infraestructura sanitaria, duchas de agua caliente, parrilla y piletas de lavar. También hay varias proveedurías, restaurantes, venta de artículos artesanales y regionales, sala de primeros auxilios y cuenta con comisaría propia.
Para quien no guste de acampar, el complejo cuenta con bungalós, moteles, y casas de estilo en alquiler en el barrio del balneario construido sobre barrancos naturales, con excelentes vistas al río.
Fray Bentos es punto ideal como conexión con el interior departamental. A menos de 50 kilómetros hacia el norte (por ruta No.24) se encuentra la localidad de Nuevo Berlín, fundada por alemanes en 1875, después de haber sido una zona donde se radicó uno de los principales establecimientos rurales al norte del río Negro. Se realiza allí durante el verano un festival que convoca a folkloristas de diversas zonas del país.
Continuando hacia el norte, se encuentra el pueblo de San Javier, que es un resabio de la población de inmigrantes rusos llegados allí en 1913. La población, descendientes de aquellos primeros rusos, conservan costumbres de vestimenta, danzas y música y el 27 de julio (cumpleaños de San Javier) se realiza allí una fiesta muy colorida y plena de recuerdos. A 5 km de San Javier se encuentra el balneario de Puerto Viejo, lugar que alude al puerto por donde ingresaron los primeros inmigrantes que llegaron a estas tierras con sus herramientas y semillas de una plantación que pronto se propagó por el Uruguay, el girasol.

## Cultura

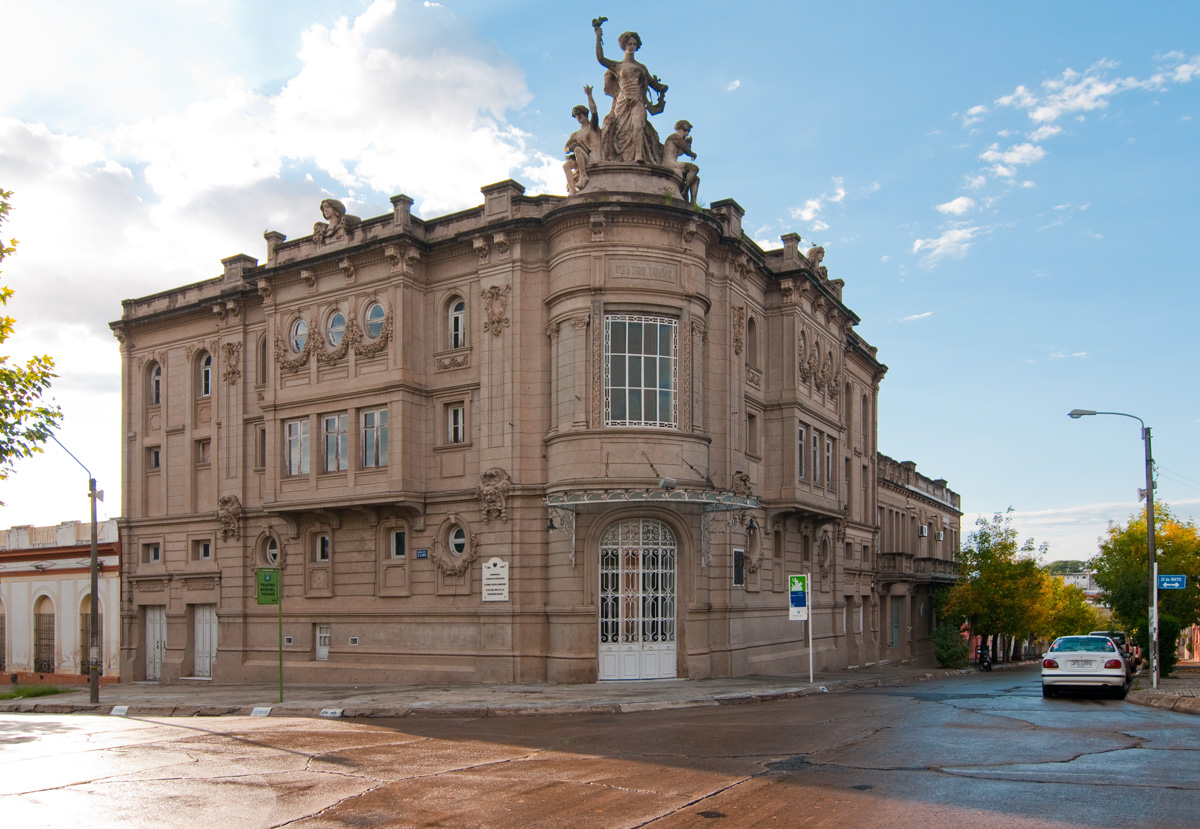
Teatro Miguel Young.

Es de destacar que la ciudad de Fray Bentos es la cuna del gran pintor, internacionalmente reconocido, Luis Alberto Solari (1917-1993). Verdadero hacedor y grabador de impresionante producción gráfica, residió varios años en Estados Unidos, sin olvidar sus orígenes, que volcó constantemente en sus obras. Una retrospectiva de la obra de Solari se encuentra en el museo que lleva su nombre, inaugurado en 1989 y ubicado en el añejo edificio de la ex-Sociedad Cosmopolita de Socorros Mutuos, en el centro de la ciudad de Fray Bentos, frente a la plaza Constitución.
En el centro de la ciudad se destaca el Teatro Miguel Young, inaugurado en 1913.
También es originario de esta ciudad el compositor hispano-uruguayo Jorge Taramasco (1968).
En el ámbito deportivo, desde hace más de un siglo se destacan las instituciones futbolísticas Fray Bentos Fútbol Club ("el decano"), Laureles Fútbol Club, Institución Atlética 18 de Julio, Club Real Hervido y Club Atlético Anglo.

## Educación
Fray Bentos tuvo su primera institución educativa oficial en 1863, año de fundación de la Escuela n.º 1 José Gervasio Artigas. En 2013 funcionan 16 escuelas, tres liceos, una escuela técnica, una escuela agraria, un Instituto de Formación Docente.
También funcionan instituciones educativas privadas: Colegio San José, Colegio y Liceo Laureles, Colegio Fray Bentos, Los Conejitos Centro Integral de Educación Inicial.

## Conflicto entre Argentina y Uruguay por plantas de celulosa
Argentina y Uruguay mantuvieron un conflicto debido a la instalación de una planta de producción de pasta de celulosa perteneciente a la empresa finlandesa UPM-Kymmene (previamente propiedad de Metsä-Botnia), ubicada en territorio uruguayo y sobre las aguas binacionales del río Uruguay, cerca de las poblaciones uruguaya de Fray Bentos y argentina de Gualeguaychú. Originalmente el conflicto incluyó también a una planta que la empresa española ENCE proyectaba construir en la misma zona, pero más tarde dicha empresa decidió trasladar su emprendimiento a Conchillas. Durante el conflicto, Botnia finalizó la construcción y puso en marcha la planta el 8 de noviembre de 2007.
Por sentirse afectados en sus derechos, los vecinos de la ciudad argentina de Gualeguaychú, reunidos bajo la Asamblea Ciudadana Ambiental de Gualeguaychú, decidieron cortar el tránsito por la Ruta 136 de Entre Ríos, la única por la que puede accederse al puente internacional San Martín.
Argentina demandó a Uruguay ante la Corte Internacional de Justicia argumentando que la instalación de las plantas de celulosa es contaminante y se ha realizado en violación del Estatuto del Río Uruguay. Por su parte, Uruguay demandó a Argentina ante el sistema de solución de controversias del Mercosur y la Corte Internacional de Justicia, argumentando en el primer caso que los cortes de ruta constituyen una violación al principio de libre circulación, y en el segundo caso, que los mismos eran tolerados y utilizados por el gobierno argentino para presionar al gobierno uruguayo en las negociaciones referidas a la instalación de las plantas de celulosa.
El 20 de abril de 2010, la Corte Internacional de Justicia dictó el fallo definitivo, resolviendo que Uruguay violó sus obligaciones procesales de notificar, informar de buena fe, establecidos por el Estatuto del Río Uruguay, pero que no violó sus obligaciones para evitar la contaminación ambiental, puesto que, si bien la Argentina pudo probar que algunos de los parámetros hídricos habían cambiado, falló en su intención de relacionarlos a la existencia misma de la planta, pues otros factores contaminantes pudieron haber incidido. Por todo ello, la Corte consideró que resultaba desproporcionado ordenar el cierre o la relocalización de la planta de Botnia, pero recomendó que ambos países debían monitorear conjuntamente el río, a través de la Comisión Administradora del Río Uruguay (CARU) y aplicando el Estatuto del Río Uruguay.
El conflicto finalizó tras la firma, el 30 de agosto de 2010 en Montevideo, de un acuerdo para conformar un Comité Científico en el seno de la Comisión Administradora del Río Uruguay. El puente ya no se ha vuelto a cortar.
En 2013, Argentina demandó nuevamente a Uruguay tras aceptar un aumento de producción de un 10%.

## Fray Bentos en la cultura popular
El escritor argentino Jorge Luis Borges menciona en sus cartas haber visitado cuando niño la ciudad de Fray Bentos, de la mano de sus padres, que generalmente venían de vacaciones a la «Quinta de Los Laureles», de propiedad del Saladero Liebig. De hecho, en carta del propio Borges a Enrique Estrázulas, él señala que fue procreado en este lugar de Fray Bentos. Borges menciona a la ciudad en su cuento Funes el memorioso y la nombra en El Aleph, lo que ha llevado a pensar a muchos lectores y críticos mal informados que se trata de una ciudad ficticia y mítica, al igual que la Macondo de Gabriel García Márquez.
Tanques de guerra llamados «Fray Bentos»
Cuando se creó el ejército de tanques británico a mediados de 1917, el "Batallón F", permitió que se pusieran sobrenombres (nicks) a los tanques. Los tripulantes del "F-41" lo llamaron Fray Bentos, porque se sentían dentro de él como la carne enlatada que consumían diariamente. Tal era la fama de la carne enlatada (corned beef) consumida por los soldados. Este tanque tuvo destacada actuación en la batalla de Ypres donde cayó en una trinchera abandonada, permaneciendo casi 70 horas a disposición del fuego y los ataques alemanes, con sus 9 tripulantes defendiéndose bravíamente. Tan brillante y valiente fue este antecedente, que otro tanque fue bautizado con el mismo nombre (Fray Bentos II), actuando también valientemente en la batalla de Cambrai, en noviembre de 1917, donde fue capturado, transportado a Alemania y paseado por Berlín en la Navidad de ese año, mostrándolo al Kaiser Guillermo II como trofeo de guerra.
El nombre de Fray Bentos fue sinónimo de calidad hasta tal punto que (según confirman dos importantes universidades[¿cuál?]) en el coloquialismo de los jóvenes soldados de la Gran Guerra, decir "fribentos" era significar que nada podía estar mejor, que era inmejorable (el "OK" impuesto por los estadounidenses desde la Segunda Guerra Mundial)[cita requerida]. También cabe destacar que, obedeciendo a la importancia del nombre Fray Bentos y su inserción en el imaginario público europeo, la empresa Liebig adoptó ese nombre como marca. Era tan famosa esta marca, que en la película El paciente inglés se puede ver una imagen de una lata de este frigorífico en la escena en la cual el protagonista espera en la cueva. En una fotografía de promoción de la película australiana Gallipoli (1981, Peter Weir), donde actúa Mel Gibson, se observa una lata de "corned beef" con el nombre "Fray Bentos". En la actualidad aún se produce la marca "Fray Bentos", aunque no con carnes sudamericanas.

## Ciudades hermanadas
Fray Bentos es hermanada con:
- General Artigas, Paraguay[8]
- Suzhou, China[9]